# 萨沙·斯特格曼
萨沙·斯特格曼（德語：Sascha Stegemann，1984年12月6日—）是一位德国足球裁判，现注册于中莱茵足球协会辖下的下卡塞尔第一足球俱乐部（1. FC Niederkasse）。

## 裁判生涯
作为下卡塞尔第一足球俱乐部（1. FC Niederkasse）的注册会员，斯特格曼是自2008年起成为德国足协裁判。2012年1月，他入选DFL的德乙裁判名单，并至2014年夏天共获得20次执法机会。斯特格曼在2014-15赛季升任德甲裁判。对此，德国足协裁判委员会主席形容斯特格曼是一个“明确和勇敢的比赛掌控者，将充实德甲的裁判团队”。他的入选是基于这样一个事实：即在随后几年，一些长期在役的德甲裁判将由于达到年龄限制而退休。
2014年8月31日，斯特格曼在美因茨05对阵汉诺威96的比赛中首次出任德甲主裁判。

## 个人生活
斯特格曼居住于北莱茵-威斯特法伦州的下卡塞尔，其主职是研读应用技术大学行政学文凭，并已通过第一次国家考试。